# Лягушачья кожа (камуфляж)

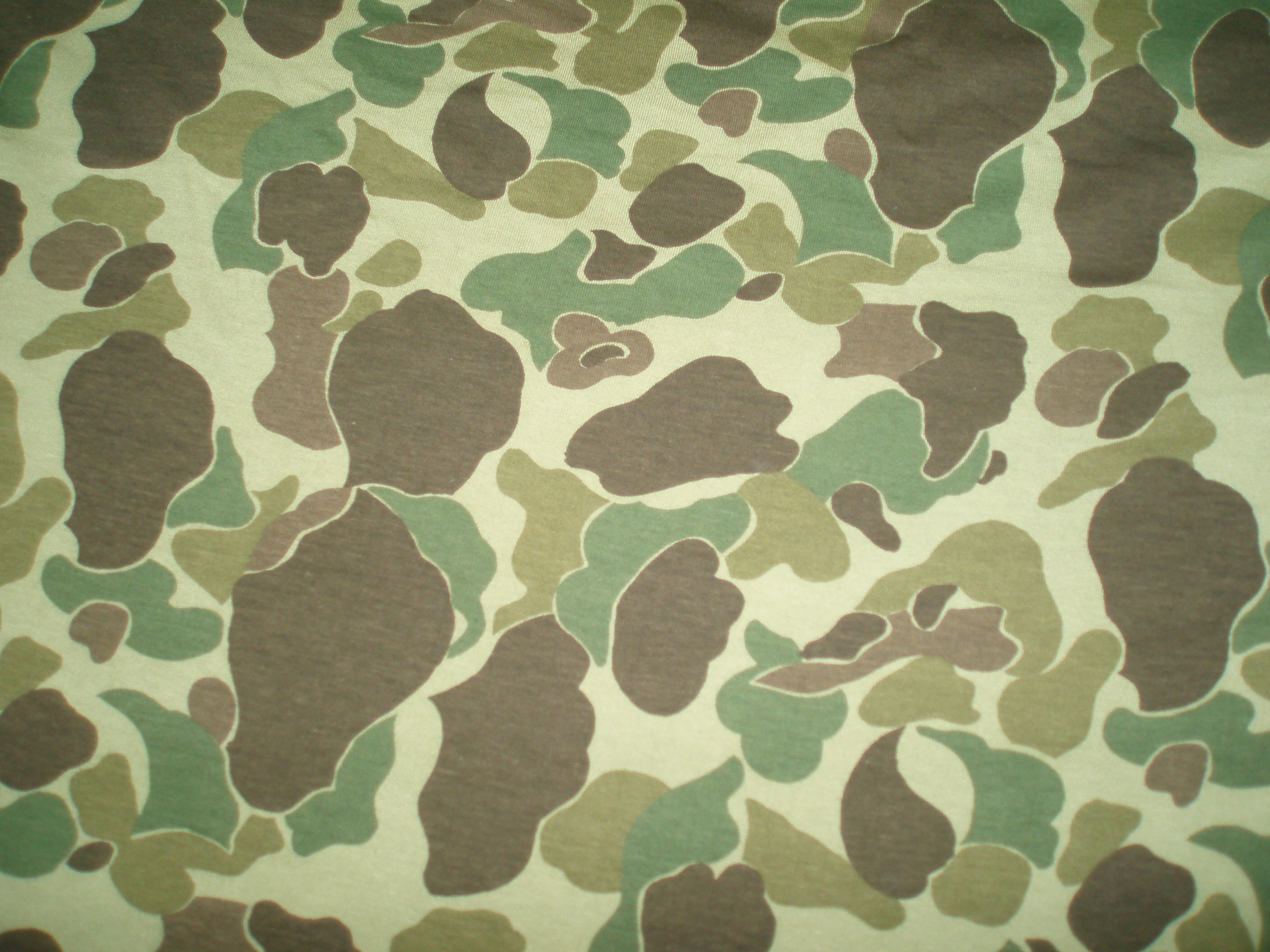
Камуфляж Duck Hunter

Лягушачья кожа (англ. Frog Skin) — камуфляжная расцветка для полевого обмундирования армии США с пятнами и деформирующей окраской, позволявшая сливаться с окружающей средой.

## M1942 Frog Skin
Камуфляж (под названием Duck Hunter) был создан садоводом и редактором журналов Sunset, Better House and Gardens и San Francisco Chronicle Норвеллом Гиллеспи.
M1942 Frog Skin стал первым опытом вооруженных сил Соединенных Штатов по внедрению обмундирования с деформирующим маскирующим рисунком. Ещё до войны, в 1940 году Инженерный корпус армии США приступил к разработке камуфляжа для вооружённых сил. Процесс разработки пришлось ускорить после того, как в июле 1942 году генерал МакАртур запросил 150 000 комплектов камуфлированной формы для действий в джунглях для морской пехоты. Получившийся на основе Duck Hunter камуфляж М1942 представлял собой с одной стороны, пятицветный пятнистый рисунок на зелёном фоне, с другой — трехцветный «пляжный» окрас на тёмном фоне.

## Послевоенное применение
США продали комплекты обмундирования «Лягушачья кожа» Франции, которая передала её 1-му и 2-му парашютному полку Иностранного легиона, участвовавших тогда в Индокитайской войне. В 1961 году состоявшая из кубинских эмигрантов Бригада 2506 была экипирована ЦРУ обмундированием в раскраске «лягушачья кожа» перед вторжением в заливе Свиней. Во время войны во Вьетнаме спецназ Соединенных Штатов снабжал «лягушачьей кожей» в рамках операции «Монтаньяр» представителей народности тхыонгов, воевавших против партизан-коммунистов.

## Сходные камуфляжные расцветки
На протяжении многих лет похожие на Frog Skin пятнистые камуфляжные расцветки были разработаны во многих странах мира. Немецкий камуфляж Flecktarn представляет собой разноцветный (от 3 до 6 цветов) пятнистый рисунок, который создает эффект сглаживания, устраняя жесткие цветовые границы. Австралийский пятицветный Disruptive Pattern Camouflage Uniform базируется на американском American jungle camouflage patterns, но использует иную цветовую палитру.

## Галерея

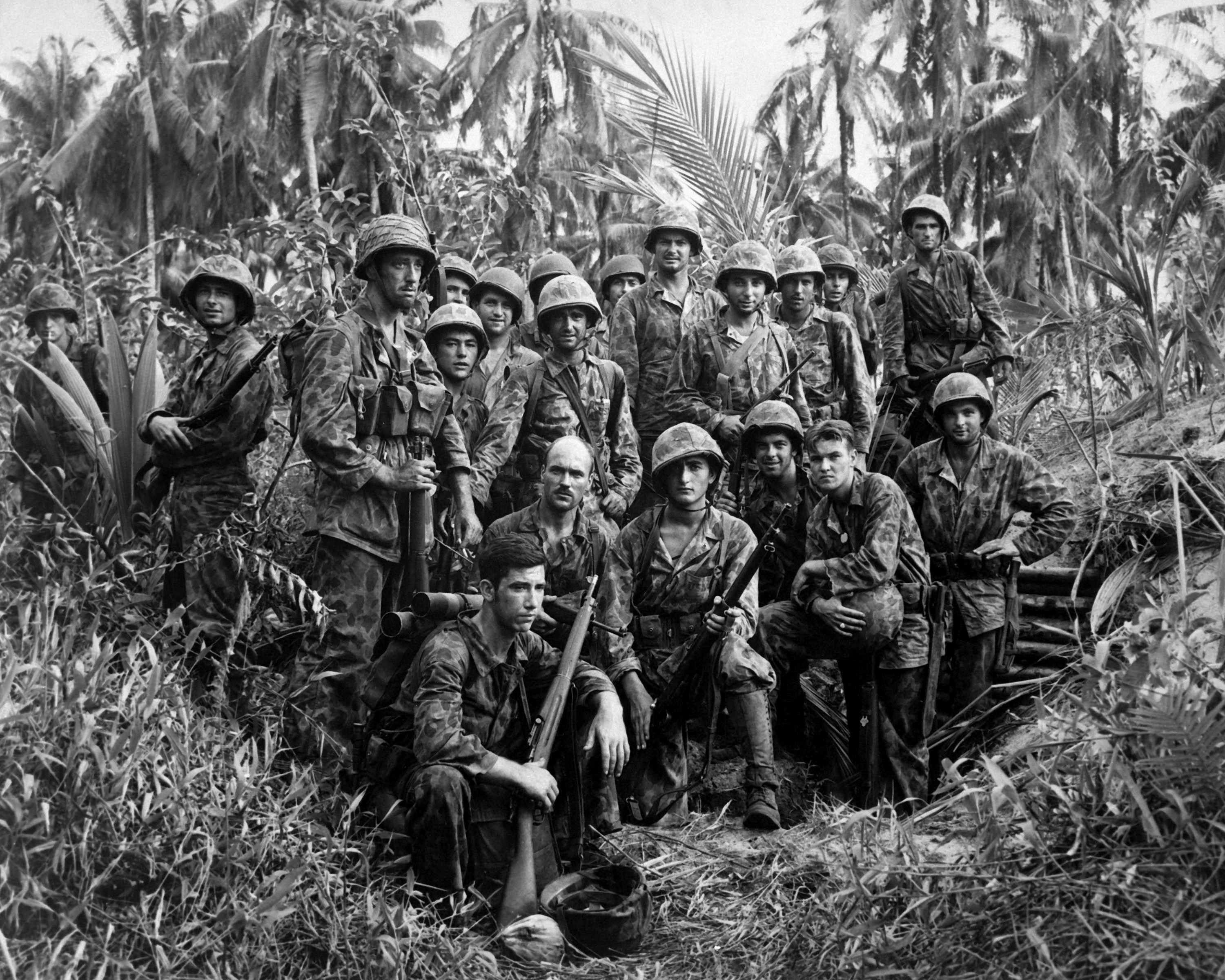
Рейдеры морской пехоты США в камуфляже М1942, 1944 год
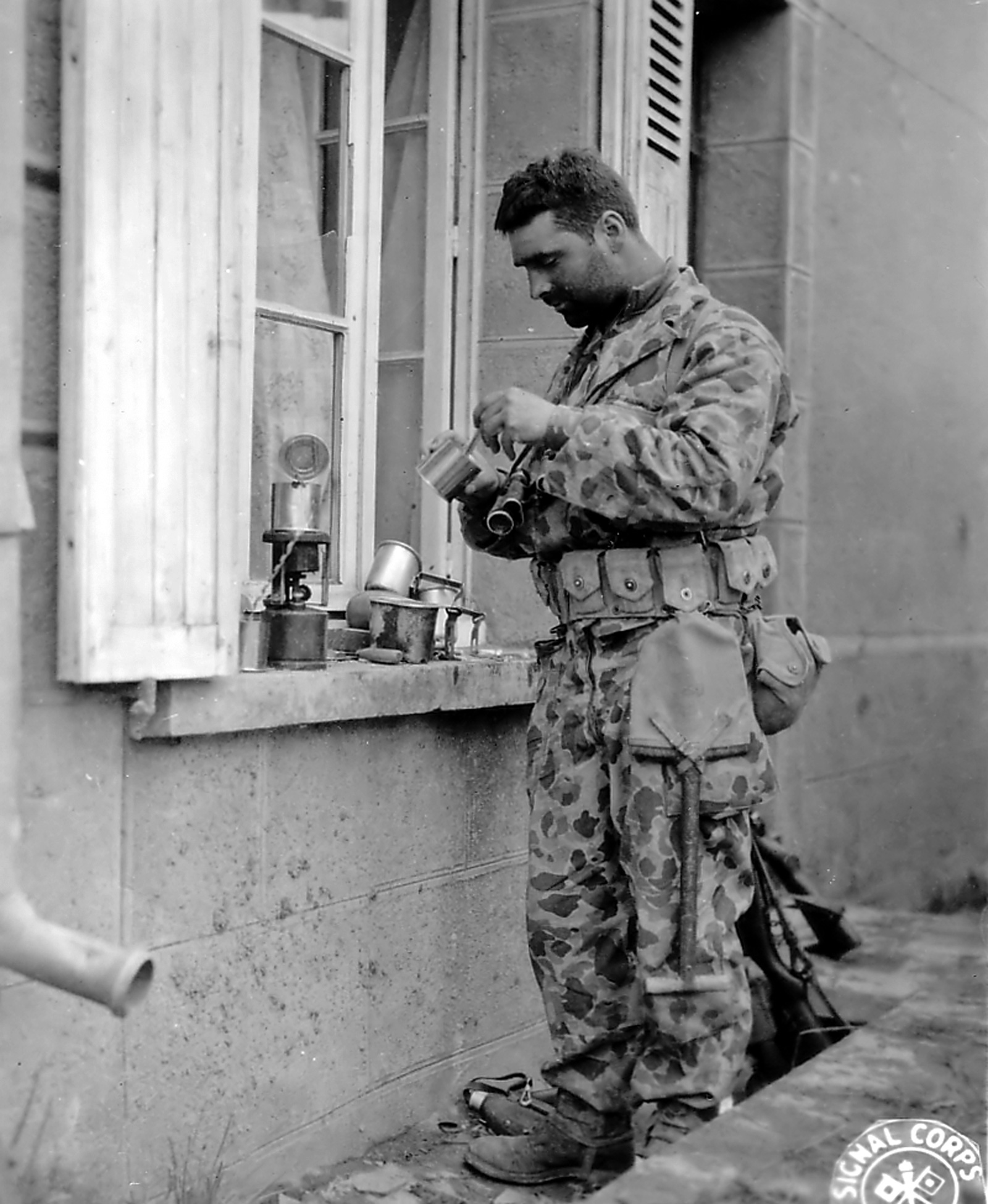
Американский военнослужащий в форме с рисунком M1942 Frog Skin[6], Нормандия, июль 1944 года
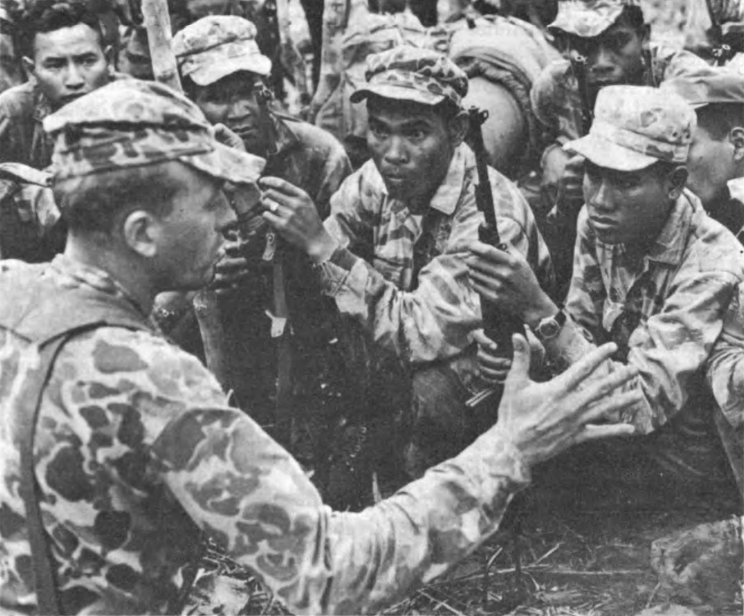
Американский советник и солдаты-дегары в камуфляже Frog skin, Вьетнам, 1964
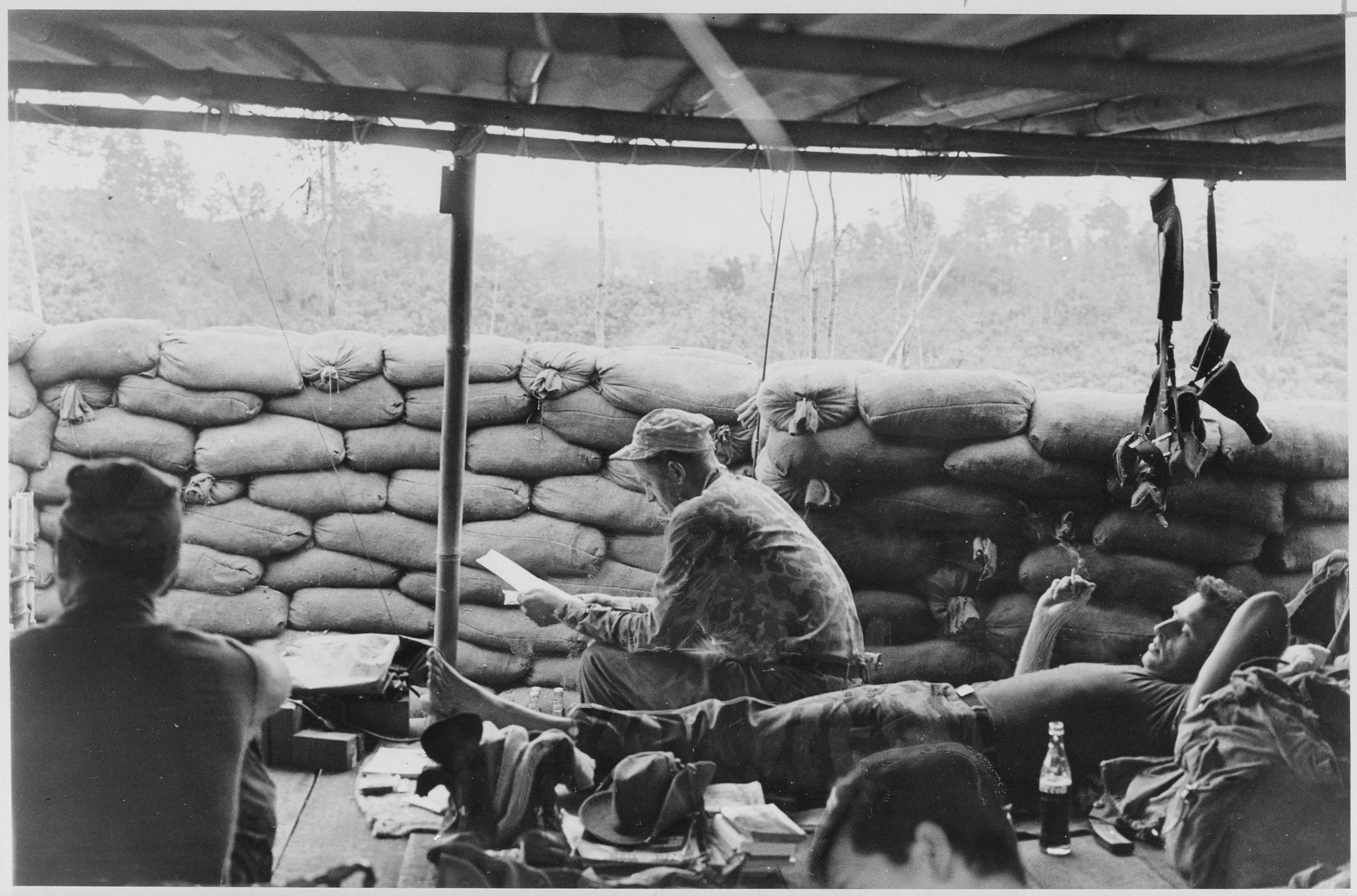
Американский советник в камуфлированной форме с рисунком М1942, Вьетнам, 1964
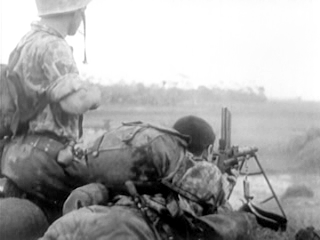
Парашютисты Иностранного легиона во Frog skin